# Municipio de Ozumba
El municipio de Ozumba es uno de los 125 municipios del Estado de México, México. Su cabecera es la localidad de Ozumba de Alzate.
Se ubica en la porción sur oriente del estado, en las faldas del volcán Popocatépetl. Limita al norte con el municipio de Amecameca, al este con el municipio de Atlautla, al oeste con el municipio de Tepetlixpa y Juchitepec y al sur con el municipio de Yecapixtla, del estado de Morelos; Tiene una extensión de 49 kilómetros cuadrados y está conformada por la cabecera municipal que es Ozumba de Alzate y sus delegaciones son San Vicente Chimalhuacán, San Mateo Tecalco, Santiago Mamalhuazuca, Tlacotitlán y Tlaltecoyan, además de las haciendas Atempa y Actopan, su altitud media de 2300 m s. n. m.
Fue declarado Pueblo con Encanto por el Gobierno del Estado de México, el día 31 de enero de 2013.
La cabecera municipal lleva el nombre de Villa de Ozumba de Alzate en honor al ilustre mexicano José Antonio Alzate quien nació en el municipio.
El espacio geográfico presenta las principales variables geográficas del territorio municipal. Con respecto a su geología el municipio de Ozumba está muy ligado a la majestuosa presencia de la Sierra Nevada, con sus imponentes elementos morfológicos más importantes: el volcán Iztaccíhuatl y el volcán Popocatépetl. El relieve del municipio está representado por pequeños valles agrícolas, grandes terrenos accidentados por barrancas, un continuo lomerío y cerros aislados. La población total, de Acuerdo al Censo de Población y Vivienda 2010, fue de 27,207 de los cuales 13,077 hombres y 14,130 mujeres. 

## Toponimia
El nombre del municipio de Ozumba se deriva del náhuatl: ōz(tō)tompan compuesto por los vocablos ōztō- que significa 'cueva', -ton diminutivo y -pan que significa 'en, sobre', lo que en conjunto quiere decir "Lugar de cuevas o cuevillas". Otra explicación del nombre es que derivaría de ātzompan, que se compone de ā- 'agua'; tzon- 'cabello'; -pan 'en, sobre', y significaría “sobre los cabellos del agua” este nombre aludiría a las cañadas que atraviesan la cabecera municipal de norte a sur y que en tiempo de lluvia forman pequeños arroyos, pero definitivamente el nombre con que se denomina al municipio es el primero pues el topónimo con el que se identifica es la representación prehispánica de una figura con la mandíbula abierta, lo que indudablemente nos remite a la forma que tiene la entrada de una cueva.

## Historia
Pocas son las referencias históricas que se tienen sobre los poblados que conforman el municipio, por lo que es difícil precisar el origen de cada uno. El poblado más célebre es Chimalhuacán-Chalco pues fue sede de una de las 4 cabeceras en las que se dividía el señorío Chalca, y que por tal motivo tenía bajo su jurisdicción a pueblos circundantes de menor categoría, en su territorio se han encontrado piezas prehispánicas como figurillas de piedra y cerámica, algunas de las cuales se encuentran resguardas en el convento dominico de San Vicente Ferrer habilitado como museo; de la misma forma esta construcción y el templo del mismo nombre adosado en su parte norte son unas de las construcciones más relevantes con que cuenta el municipio, pues da testimonio del temprano paso de los evangelizadores españoles por estas tierras, se trata entonces de uno de los primeros conventos dominicos establecido en la entonces Nueva España y el primero en la región, incluso antes que el convento de Amecameca.
En Ozumba nació, hijo de Juan Felipe de Alzate y Josefa María Almirez Antillanas, el célebre hombre de ciencia Don José Antonio Alzate y Ramírez el 21 de noviembre de 1737, quien se interesó por las ciencias naturales, con lo que se ganó el honor de ser el único socio novohispano de la Real Academia de Ciencias de París. Falleció en la Ciudad de México el 2 de febrero de 1799 cuando tenía 61 años de edad.

## Fiestas y tradiciones
- La principal fiesta de Ozumba se lleva a cabo del 7 al 13 de diciembre y está dedicada a la Santísima Virgen María en su advocación de Inmaculada Concepción,[6] siendo los días de mayor importancia para la comunidad el 8, 9 y 12 de diciembre; las principales calles y avenidas se transforman en un carnaval multicolor donde se pueden encontrar diversas artesanías, el brinco de Chinelo una danza originaria Morelos pero muy bien apropiada por los lugareños, otras danzas tradicionales son los Doce Pares de Francia o Moros y la Danza azteca. La plaza cívica es abarrotada por cientos de personas quienes esperan ansiosos la quema del "castillo" el cual es realizado por pirotécnicos del mismo Ozumba.
- Semana Santa:[7] se realizan procesiones y actividades religiosas a partir del Domingo de Ramos, Jueves, Viernes y Sábado Santo, además de ello desde hace más de 30 años se lleva a cabo la representación en vivo de la Pasión de Cristo y en las calles aledañas al centro se ofrecen nieves artesanales elaboradas con frutos típicos de la región.

Otras celebraciones son: Año Nuevo, día de la Candelaria, Miércoles de Ceniza, San Francisco, la Asunción de la Virgen María, Día de Muertos, Nochebuena y Navidad.
- Los Gremios que se llevan a cabo en los días del mes de agosto.

## Cultura
Ozumba cuenta con varios espacios culturales que distinguen al municipio y enriquecen las visitas de este pueblo con encanto entre estos se encuentran bibliotecas y parques.

### Biblioteca José Antonio Alzate
La biblioteca proporciona diversas prestaciones, entre las cuales se incluyen una sala de consulta, un espacio infantil equipado con libros para niños, acceso a internet y un módulo de servicios digitales MSD.

### Biblioteca Luis Donaldo Colosio
La biblioteca brinda servicios que comprenden una sala de consulta y una sala especializada para niños con una variedad de libros infantiles.

### Biblioteca Lic. Silvia Mondragón Fiesco
La biblioteca pone a disposición de los usuarios una sala de consulta, así como un espacio infantil con una colección de libros destinados a niños.

### Parque la Olla
Ubicado en San Mateo Tecalco provee un inmenso territorio de diversidad y una reciente reforestación.

## Turismo y formas de acceso

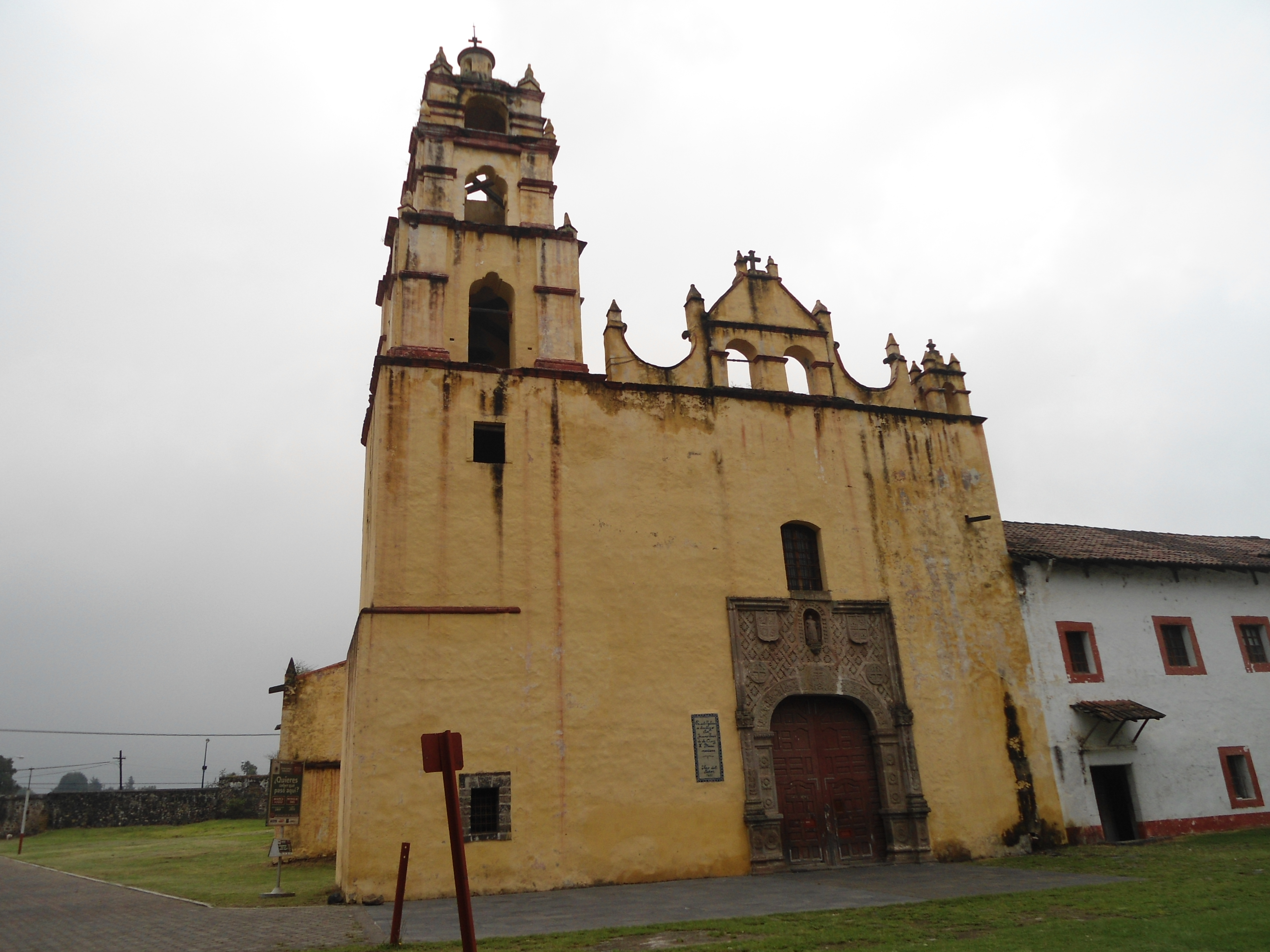
Templo y antiguo convento San Vicente Ferrer. En este templo se bautizó a Sor Juana Inés de la Cruz.

El 31 de enero de 2013, fue reconocido por la Secretaría de Turismo del Estado de México, como "Pueblo con Encanto"
Ozumba, posee lugares de interés, por su arquitectura e historia colonial, tales como:
- El exconvento y la parroquia (aún en uso), consagrada a la Inmaculada Concepción de María en el centro de la cabecera municipal, las cuales son dos de las construcciones más relevantes que la orden franciscana construyera en el sur-oriente del Estado de México.[12]
- La parroquia (aún en uso) de San Vicente Ferrer, en Chimalhuacán, donde fue bautizada Juana de Asbaje.[13]
- Los cascos de las haciendas Atempa y Actopan, en desuso. Se ubican al norte del municipio y se acceden por la carretera Chalco-Tepetlixpa.
- Capilla San Francisco de Asís, ubicada sobre la avenida Alzate, esta capilla fue construida en la época virreinal en su interior resguarda un hermoso retablo elaborado en el siglo XVIII.

En Ozumba tiene lugar el tianguis más grande y variado de la región, se lleva a cabo los días martes y viernes de 6:00 a. m. a 8:00 p. m.
A la cabecera municipal, así como a Tecalco y Chimalhuacán, se acceden principalmente, viniendo de la Ciudad de México a través de la carretera No 115 México-Cuautla, que parte de la carretera federal México-Puebla o de la carretera de la autopista México-Puebla, hasta llegar a la desviación de la Caseta de Chalco y se sigue hacia el sur aproximadamente 30 km pasando Chalco, Tlalmanalco, Amecameca (12 km más al sur de esta) hasta llegar a la desviación por la que se accede a la cabecera municipal, Ozumba de Alzate. Como alternativa se puede utilizar la carretera Chalco-Tepetlixpa, paralela a la anterior, y que se accede después de Chalco que de igual forma da acceso a la cabecera municipal y a Chimalhuacán, por Tepetlixpa. Por el lado contrario viniendo desde la ciudad de Cuautla, Morelos, se toma la misma carretera n.º 115 México-Cuautla que 30 km al norte pasa a un lado de la cabecera, poco después de pasar por Nepantla y posteriormente por Tepetlixpa, en donde se encuentra la desviación, para acceder a la cabecera y a la localidad de Chimalhuacán. Para otras localidades del sur de municipio como Tlacotitlán y Tlaltecóyac, viniendo de Cuautla, se puede uno desviar después de Nepantla, en un crucero denominado «Las Cruces», y que lleva hacia las localidades antes mencionadas.